# Нидда
Нидда (нем. Nidda) — город в Германии, в земле Гессен. Подчинён административному округу Дармштадт. Входит в состав района Веттерау. Население составляет 17 599 человек (на 31 декабря 2010 года). Занимает площадь 118,34 км². Официальный код — 06 4 40 016.
Город подразделяется на 18 городских районов.

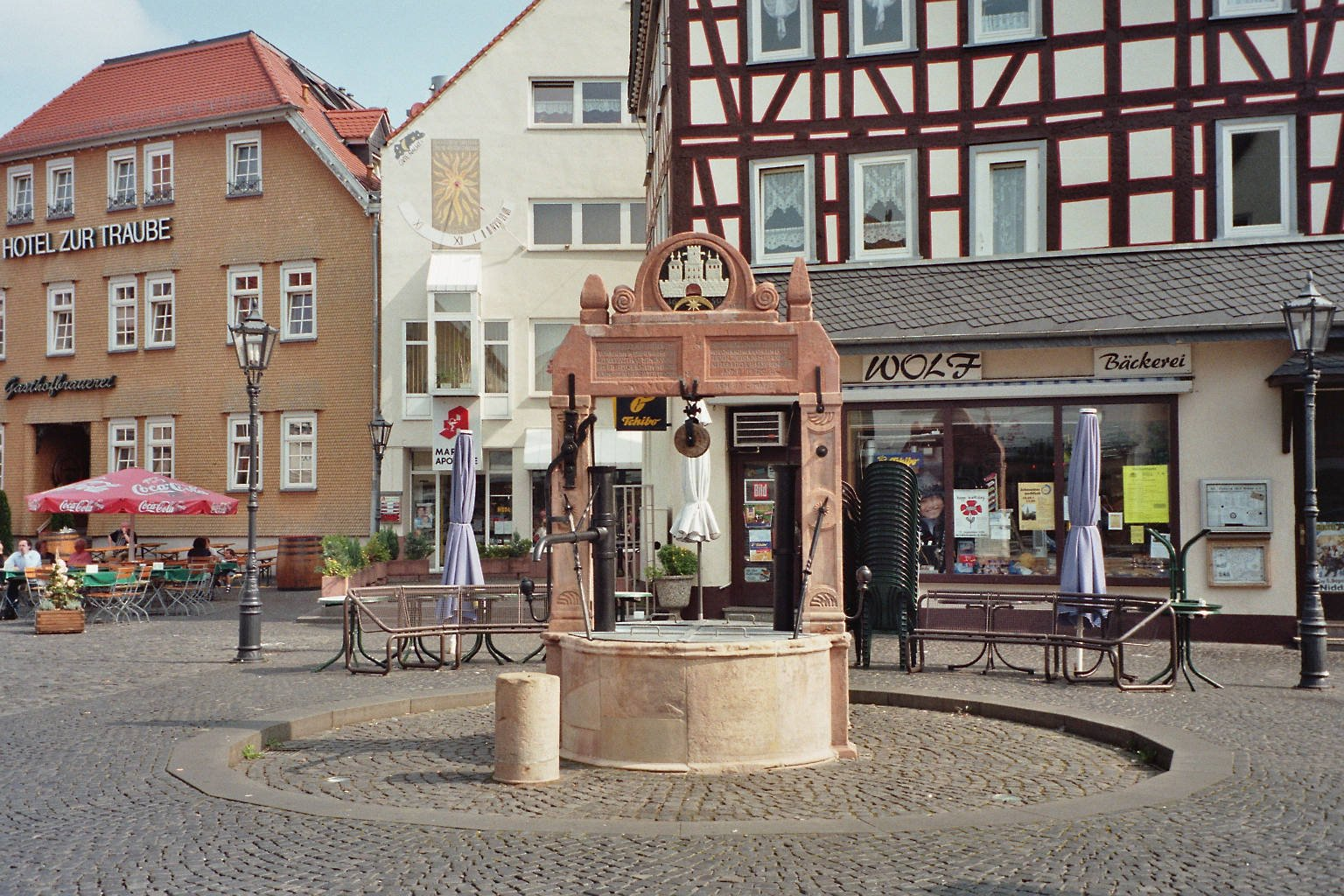
Нидда